# Henry Wadsworth Longfellow
Henry Wadsworth Longfellow (Portland, Maine, Estados Unidos, 27 de fevereiro de 1807 – Cambridge, Massachusetts, Estados Unidos, 24 de março de 1882) foi um poeta estadunidense.

## Biografia
Longfellow graduou-se em 1825, após o que percorreu a Europa. Na Alemanha, familiarizou-se com o romantismo.
Iniciou sua carreira com a tradução das "Coplas", de Jorge Manrique. Em 1836, voltando aos Estados Unidos, lecionou francês e espanhol em Harvard. Alcançou sucesso ao publicar o livro de poesia “Vozes da Noite” (Voices of the Night), em 1839, onde se encontra o célebre poema “O salmo da vida” (The Psalm of Life).
Em 1854 abandonou o ensino e passou a se dedicar à literatura, publicando uma série de poemas narrativos, tais como “O Canto de Hiawatha” (The Song of Hiawatha, 1855), visão idealizada da vida indígena e “O Namoro de Miles Standish” (The Courtship of Miles Standish, 1858), narrando o romance de um seu antepassado.
Em 1872, publicou uma trilogia sobre o cristianismo, “Cristo: um Mistério” (Christus: a Mistery).
Em 1876, publicou uma tradução de "A Divina Comédia" de Dante Alighieri.
Encontra-se colaboração da sua autoria na revista O paquete do Tejo (1866).
Foi amigo de Dom Pedro II.

## Obras principais
- Voices of the Night, 1839 – (Vozes da Noite)
- Baladas, 1841
- Poems on Slavery, 1842 – (Poemas sobre a Escravidão)
- Evangeline, 1847, seu poema mais popular.
- The Song of Hiawatha, 1855 – (O canto de Hiawatha)
- The Courtship of Miles Standish, 1858 – (O Namoro de Miles Standish)
- Christus: a Mistery, 1872 – (Cristo: um Mistério)
- Tradução de A Divina Comédia, de Dante Alighieri, 1876